# Au bonheur des hommes
Au bonheur des hommes est un téléfilm français réalisé par Vincent Monnet, diffusé le 17 mars 2010 sur M6.

## Synopsis
Nicolas, Marc, Fred et Pierre Charles (surnommé Picha) sont amis d'enfance.
Ensemble, ils ont fait les quatre-cent coups, notamment dans la maison à la campagne du père de Picha, que celui-ci n'habitait quasiment jamais.
À la mort de son père, Picha se rend chez le notaire et apprend qu'il a hérité de la maison mais également de cent cinquante mille euros de dettes.
S'il veut garder la maison, il va devoir d'abord régler les dettes, mais Picha n'a pas un sou devant lui, il gagne péniblement sa vie en faisant des animations publicitaires déguisé en pingouin.
Ses trois amis décident alors de mettre chacun cinquante mille euros pour racheter la maison mais la date limite est dépassée et le notaire fait procéder à la vente aux enchères.
C'est François Carlier et sa femme Crystal qui rachètent la maison mais le côté arrogant du couple ne plait aux quatre amis qui décident de faire capoter la vente en sabotant la maison, notamment par l'introduction de termites dans le grenier.
Mais au bout du compte, rien n'y aura fait, même pas la tentative de corruption de Marc auprès du notaire et la maison appartient bien à François Carlier.
Dans un dernier acte de vengeance et désespoir, les quatre hommes saccagent la maison, mais François Carlier vient leur annoncer au petit matin sa rupture avec Crystal et, de fait, l'annulation de la vente.
Le notaire vient alors en personne jusqu'à la maison et fait procéder à la signature de l'acte de vente par les quatre copropriétaires.

## Fiche technique
- Réalisateur : Vincent Monnet
- Scénario : Vincent David, Gilles Fareau et Karine Angeli
- Musique : François Castello[1]
- Date de diffusion : 17 mars 2010 sur M6
- Durée : 90 minutes

## Distribution
- Julien Boisselier : Nicolas
- Philippe Lefebvre : Marc
- Jean-Luc Couchard : Picha
- Guy Lecluyse : Fred
- Jean-Michel Lahmi : Otis
- Jeanne Savary : Hélène
- Noémie de Lattre : Béatrice
- Lionnel Astier : François Carlier
- Reem Kherici : Crystal Carlier